# Ernst August Wilhelm Himly
Ernst August Wilhelm Himly (* 14. Dezember 1800 in Braunschweig; † 16. Februar 1881 in Göttingen) war ein deutscher Mediziner und Hochschullehrer.

## Leben
Himly wurde als Sohn des Augenarztes Karl Gustav Himly (1772–1837) geboren und war der ältere Bruder des Chemikers August Friedrich Karl Himly (1811–1885). Er besuchte die Gymnasien in Holzminden und Göttingen.
Himly studierte ab November 1813 an der Georg-August-Universität Göttingen Medizin; sein Vater war zu diesem Zeitpunkt Prorektor der Universität. 1823 promovierte Himly dort. Nach wissenschaftlichen Reisen, die ihn durch Deutschland und für nahezu ein Jahr nach Frankreich führten, studierte er auch in den anatomischen Sammlungen in London, Edinburgh, Dublin und kehrte schließlich durch die Niederlande zurück nach Göttingen. In Paris hörte er überwiegend klinische Vorträge von René Laënnec, Guillaume Dupuytren und physiologische Experimente bei François Magendie.
Nach seiner Rückkehr habilitierte er sich in Göttingen 1825 für Physiologie, vergleichende Anatomie und gerichtliche Medizin. Nachfolgend war er als Privatdozent tätig. 1832 wurde er zum außerordentlichen Professor ernannt. Neben medizinischen Veröffentlichungen und der posthumen Herausgabe eines Lehrwerkes seines Vaters übersetzte er auch Reiseberichte aus dem Englischen. Er starb am 16. Februar 1881 in Göttingen.

## Lehre
Schwerpunkte seiner öffentlichen Vorlesungen waren vergleichende Anatomie, die Physiologie der Respirationswerkzeuge, die Physiologie von Mensch und Tier sowie die gerichtliche Medizin.
Einer seiner Schüler war Matthias Jacob Schleiden.

## Auszeichnungen
- Akademischer Preis für Medizin der Universität Göttingen 1823[5]

## Schriften
- Commentatio de cachexiis et cacochymiis. Dissertation, Göttingen 1823.
- Bemerkungen über das Wesen der colliquativen Diarrhöen. Nebst Abbildung der zu Darmresectionen allgemeine zu empfehlenden Cloquet'schen Scheere. In: Christoph Wilhelm Hufeland (Hrsg.): Journal der practischen Heilkunde. 63/4., Berlin, Oktober 1826, S. 99–109.
- Beiträge zur Anatomie und Physiologie. 2 Lieferungen, Hannover 1829–1831.
- Einleitung in die Physiologie des Menschen. Göttingen 1835.
- Karl Gustav Himly: Die Krankheiten und Missbildungen des menschlichen Auges und deren Heilung. Nach den hinterlassenen Papieren desselben herausgegeben und mit Zusätzen versehen von E. A. W. Himly. Berlin 1843.
- Charles Tilt: Das Boot und die Karawane: Eine Familien-Reise durch Aegypten, Palästina, und Syrien. Nach der 5. Auflage zur Belehrung und Unterhaltung, aus dem Englischen übersetzt und mit Anmerkungen versehen von E. A. W. Himly. Schlicke, Leipzig 1868.
- Robert Fortune: Dreijährige Wanderungen in den Nord-Provinzen von China. Nach der 2. Auflage aus dem Englischen übersetzt von E. A. W. Himly. Vandenhoeck & Ruprecht, Göttingen 1853.